# Liste der Auslandsvertretungen Afghanistans

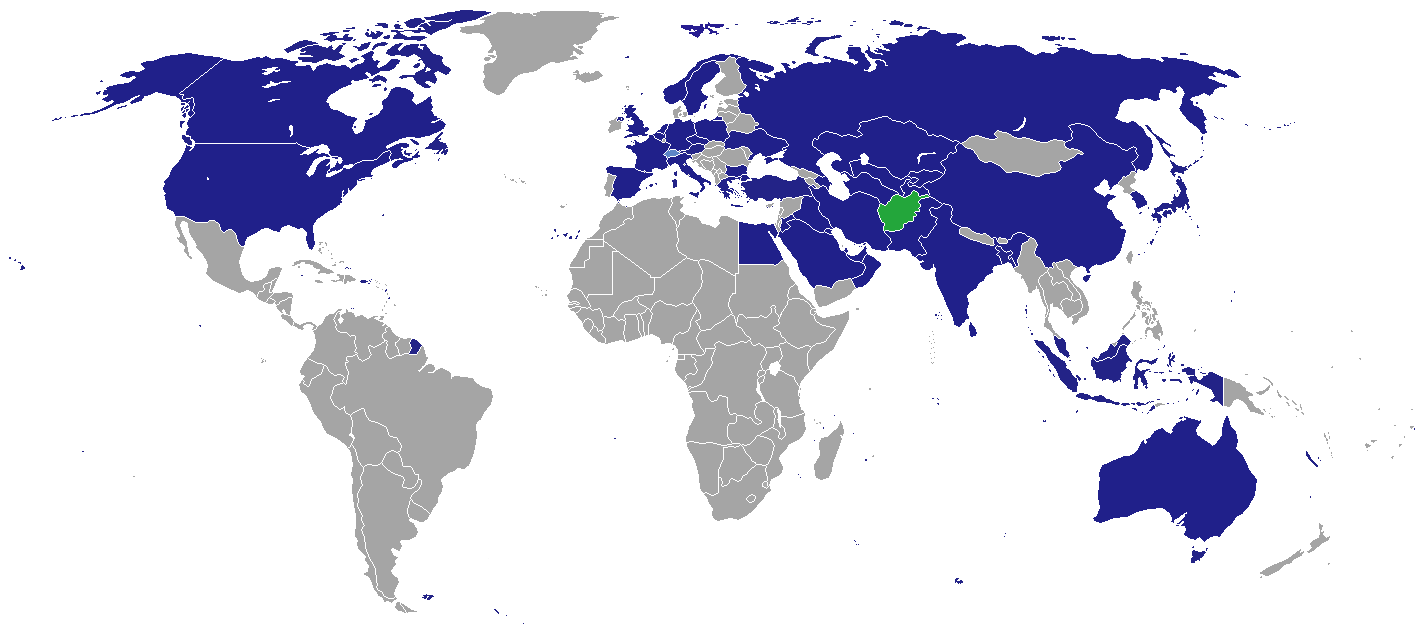
Standorte der diplomatischen Vertretungen Afghanistans

Dies ist eine Liste der diplomatischen und konsularischen Vertretungen Afghanistans.

## Diplomatische und konsularische Vertretungen

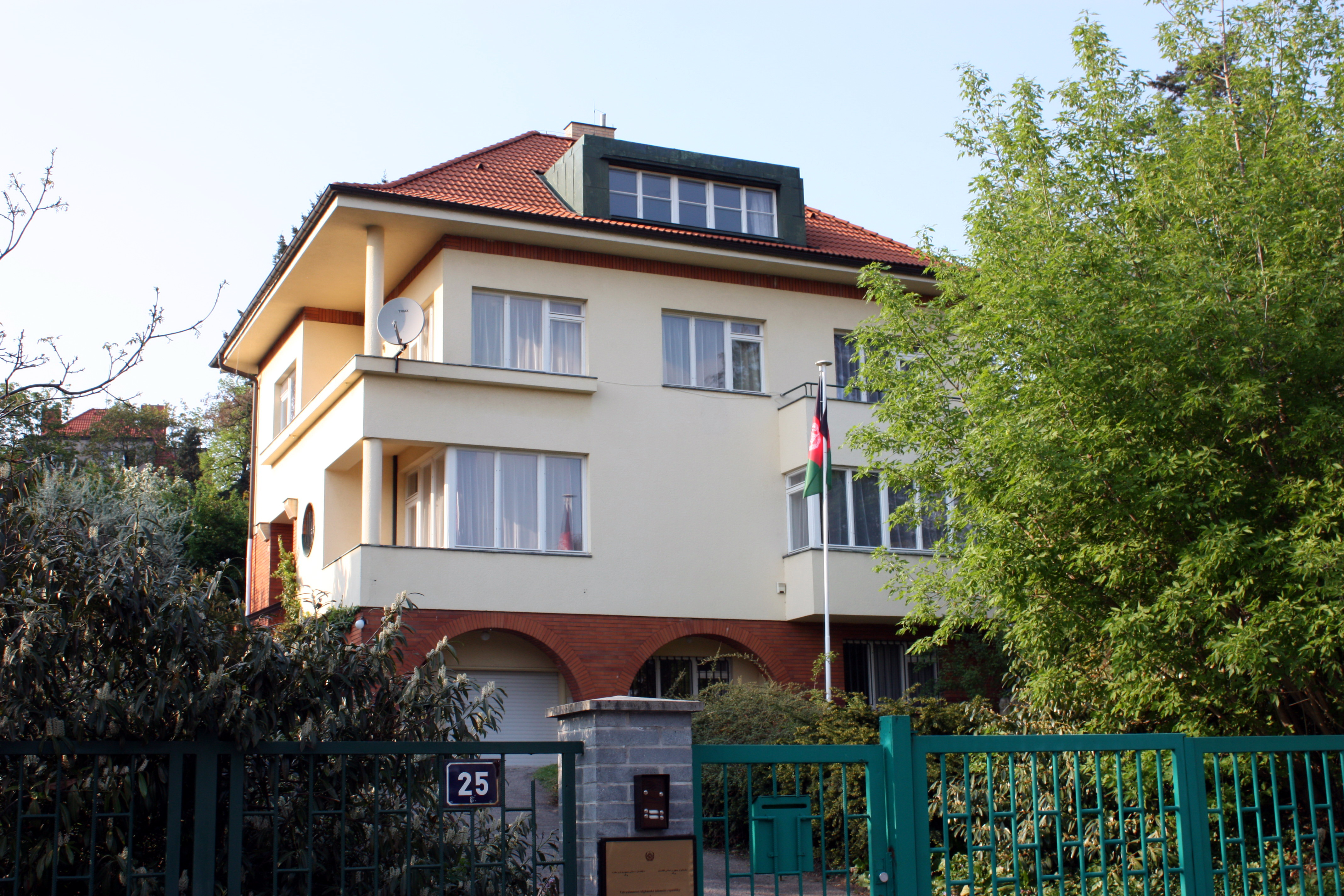
Afghanische Botschaft in Prag

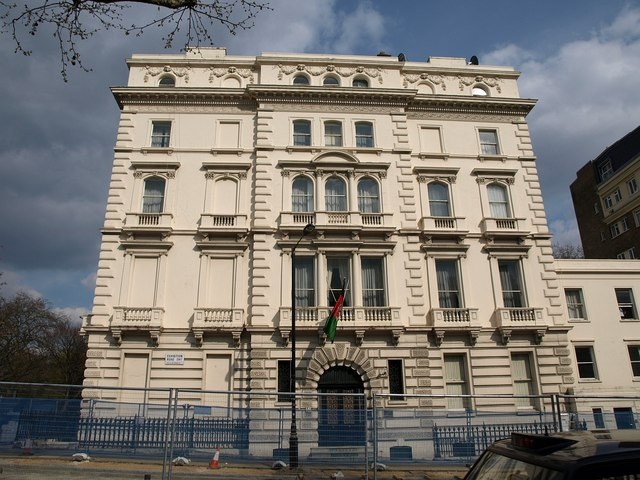
Afghanische Botschaft in London

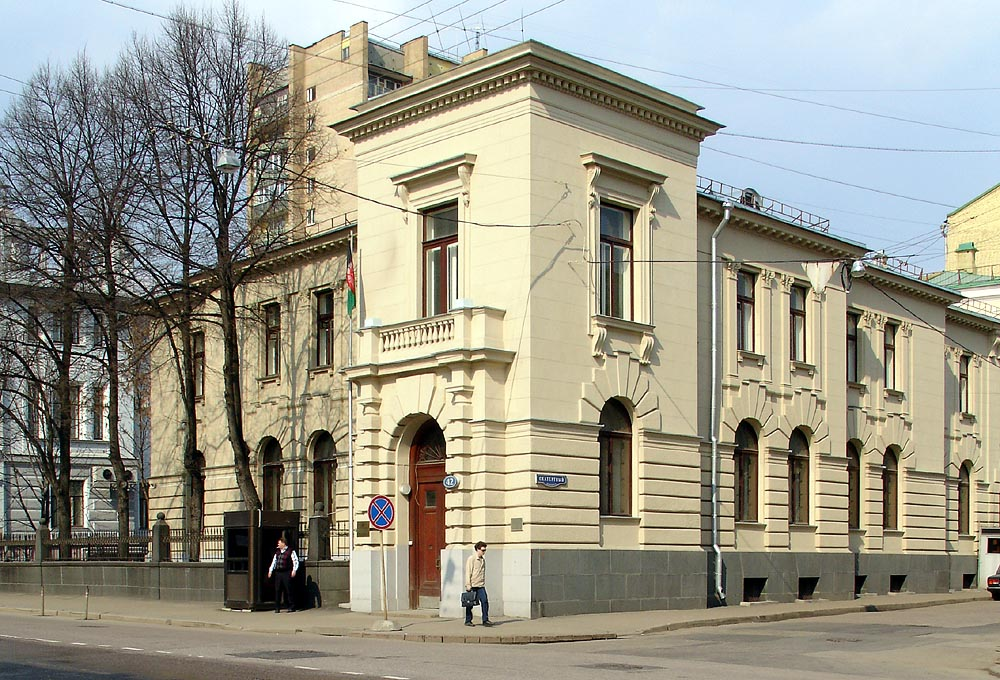
Afghanische Botschaft in Moskau

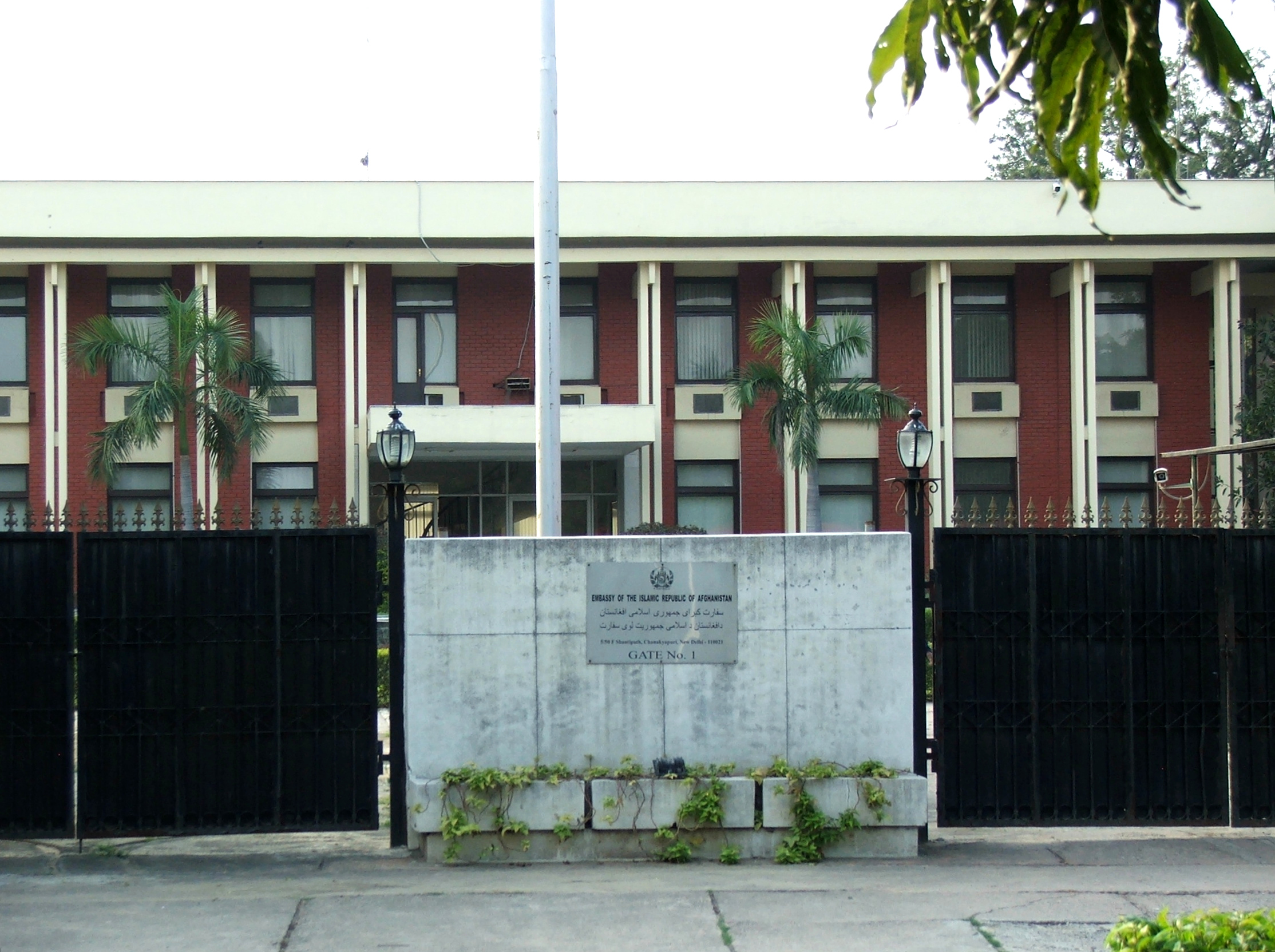
Afghanische Botschaft in Neu-Delhi

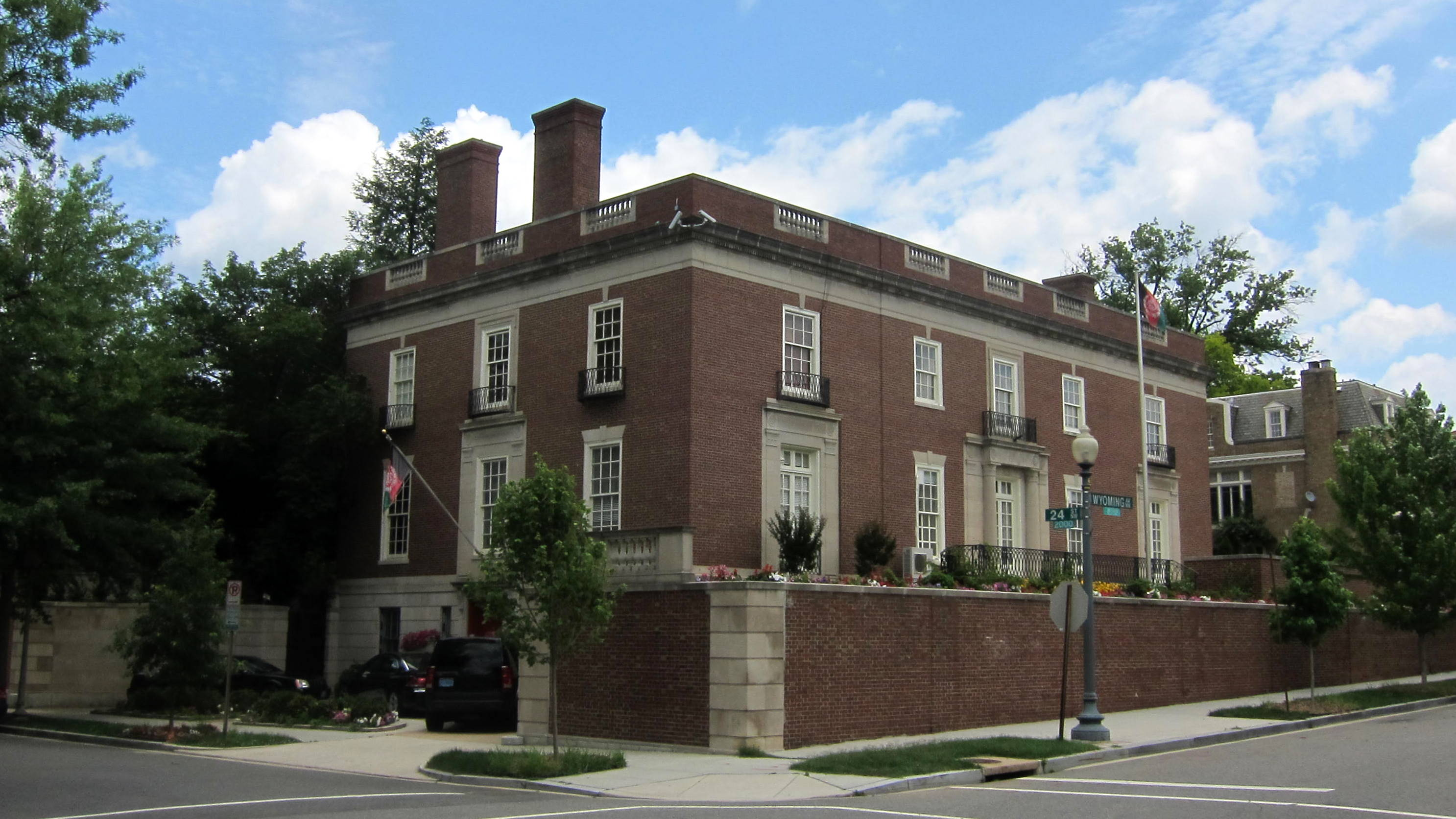
Afghanische Botschaft in Washington, D.C.

### Afrika
- Ägypten: Kairo, Botschaft

### Asien
| - Aserbaidschan: Baku, Botschaft - Bangladesch: Dhaka, Botschaft - Indien: Neu-Delhi, Botschaft - Indien: Mumbai, Generalkonsulat - Indonesien: Jakarta, Botschaft - Iran: Teheran, Botschaft - Iran: Maschhad, Generalkonsulat - Iran: Zahedan, Generalkonsulat - Irak: Bagdad, Botschaft - Japan: Tokio, Botschaft - Jordanien: Amman, Botschaft - Kasachstan: Astana, Botschaft - Katar: Doha, Botschaft - Kirgisistan: Bischkek, Botschaft - Kuwait: Kuwait, Botschaft - Malaysia: Kuala Lumpur, Botschaft - Oman: Maskat, Botschaft | - Pakistan: Islamabad, Botschaft - Pakistan: Karatschi, Generalkonsulat - Pakistan: Peschawar, Generalkonsulat - Pakistan: Quetta, Generalkonsulat - Saudi-Arabien: Riad, Botschaft - Saudi-Arabien: Dschidda, Generalkonsulat - Sri Lanka: Colombo, Botschaft - Südkorea: Seoul, Botschaft - Tadschikistan: Duschanbe, Botschaft - Tadschikistan: Buxoro, Generalkonsulat - Turkmenistan: Aşgabat, Botschaft - Usbekistan: Taschkent, Botschaft - Usbekistan: Taschkent, Generalkonsulat - Vereinigte Arabische Emirate: Abu Dhabi, Botschaft - Vereinigte Arabische Emirate: Dubai, Generalkonsulat - Volksrepublik China: Peking, Botschaft |

### Australien und Ozeanien
- Australien: Canberra, Botschaft

### Europa
| - Belgien: Brüssel, Botschaft - Bulgarien: Sofia, Botschaft - Deutschland: Berlin, Botschaft - Deutschland: Bonn, Generalkonsulat - Frankreich: Paris, Botschaft - Italien: Rom, Botschaft - Niederlande: Den Haag, Botschaft - Norwegen: Oslo, Botschaft - Österreich: Wien, Botschaft - Polen: Warschau, Botschaft | - Russland: Moskau, Botschaft - Schweden: Stockholm, Botschaft - Schweiz: Genf, Konsulat - Spanien: Madrid, Botschaft - Tschechien: Prag, Botschaft - Türkei: Ankara, Botschaft - Türkei: Istanbul, Generalkonsulat - Ukraine: Kiew, Botschaft - Ungarn: Budapest, Botschaft - Vereinigtes Königreich: London, Botschaft |

### Nordamerika
| - Kanada: Ottawa, Botschaft - Kanada: Toronto, Generalkonsulat - Vereinigte Staaten: Washington, D.C., Botschaft | - Vereinigte Staaten: Los Angeles, Generalkonsulat - Vereinigte Staaten: New York, Generalkonsulat |

## Vertretungen bei internationalen Organisationen
- Europäische Union: Brüssel, Ständige Vertretung
- Vereinte Nationen: New York, Ständige Mission
- Vereinte Nationen: Genf, Ständige Mission
- UNESCO: Paris, Ständige Mission
- OPCW: Den Haag, Ständige Vertretung